# Grote gemeente
Een grote gemeente is een van de lagere bestuurlijke vormen in Volksrepubliek China. In Republiek China wordt een gemeente als hetzelfde in het Engels vertaald.